# Albacete
Albacete è un comune spagnolo, capoluogo della provincia omonima, situato nella comunità autonoma di Castiglia-La Mancia. Nella sua ampia estensione territoriale scorre lo Júcar.

## Geografia fisica

### Vie di accesso
La sua posizione strategica a mezza strada tra Madrid e la costa del Levante ne fa un importante nodo di comunicazione, con autostrade verso Madrid, Valencia-Alicante e Murcia (e fra pochi anni Jaén), e ottime comunicazioni ferroviarie attraverso la stazione di Albacete-Los Llanos. Inoltre, da pochi anni, treni ad alta velocità (AVE) la mettono in comunicazione con Cuenca, Madrid, Valencia, Alicante e Murcia.
A partire dal 1º luglio 2003 è operativo l'aeroporto di Albacete-Los Llanos, in corso di ampliamento, che condivide la pista e alcune installazioni con il preesistente aeroporto militare denominato Base Aérea de Los Llanos.

### Clima
- Temperatura media annuale 13,4 °C
- Temperatura media di gennaio: 4,9 °C
- Temperatura più bassa mai riscontrata: −24 °C, nell'inverno 1970-71
- Temperatura media luglio: 28,2 °C
- Escursione termica: 19,3 °C
- Precipitazioni:
  - Totale: 343 mm
  - Numero di giorni di precipitazioni: 61

## Storia
Non è possibile determinare con certezza le origini della città, sebbene al suo interno e nelle immediate vicinanze siano stati ritrovati reperti appartenenti agli iberi e ai romani. Tra di essi vanno citate le Esfinges gemelas de El Salobral, ritrovate nel 1901, appartenenti alla cultura ibera e risalenti al IV sec. A.C.
Tuttavia, grazie ad alcuni reperti ceramici che si stima risalgano all'era della conquista islamica della penisola iberica, si ritiene che l'insediamento sia nato come una piccola fattoria vicino a Chinchilla de Monte-Aragón, sotto la cui autorità è rimasto per tutto il medioevo, a cui venne dato il nome arabo di البسيط Al-Basit (La Pianura). Sono inoltre stati ritrovati alcuni documenti risalenti al Califfato di Cordova che fanno riferimento a un vecchio castello situato in zona. Le cronache medioevali confermano poi che nel 1146 ha avuto luogo, nei pressi di quella che oggi è la città di Albacete, una battaglia che costò la corona e la vita al condottiero arabo Sayf al-Dawla, ucciso dai soldati del Regno di Castiglia.
Il villaggio rimase in mani musulmane fino a quando, in seguito alla battaglia di Las Navas de Tolosa nel 1212, il re Alfonso VIII di Castiglia rompe le difese almohadi e conquista l'anno seguente la fortezza di Alcaraz ed entra le zone desertiche e non protette della Mancia. Il piccolo villaggio di Al-Basit fu conquistato nel 1241 durante il regno di Ferdinando III di Castiglia da Pelayo Pérez Correa (che conquistò anche ampie zone del Levante) e affidato come villaggio all'autorità della città di Chinchilla de Monte-Aragón nel 1269. Dopo il 1282 finì sotto la signoria dei Manuel, e vi rimase fino all'inizio dell'età moderna.
All'inizio del XIV secolo il villaggio iniziò a svilupparsi: fu in questo periodo che la Fiera comparve per la prima volta, portando in città commercianti delle zone vicine, cosicché nel 1375 il primo marchese di Villena le concesse lo status di Borgo (Villa) e l'indipendenza da Chinchilla. Nel XVI secolo raggiunse la popolazione di 5 000 abitanti, e in questo periodo iniziò la costruzione della chiesa di san Giovanni Battista, oggi cattedrale cittadina. Dopo la crisi del XVI secolo, lo sviluppo riprese nei XVIII ma soprattutto nel XIX secolo, quando fu scelta come capitale della nuova provincia di Albacete, che comprendeva i territori delle vicine province di Cuenca, Murcia e La Mancia (1833). Più tardi, Albacete difese Isabella II dai carlisti, atto che le valse nel 1862 il titolo di Città (Ciudad).
Durante la guerra civile spagnola, fu il quartier generale e campo di addestramento delle Brigate Internazionali, che avevano sede nella Chiesa dell'Immacolata Concezione, nonché base della forza aerea repubblicana. Con la proclamazione dell'autonomia nel 1982, si separò dalla regione della Murcia ed entrò a far parte della comunità autonoma di Castiglia-La Mancia.
Storicamente Albacete è nota come centro manifatturiero per pugnali, forbici e coltelli, ma oggi è piuttosto attiva sul piano urbanistico e delle iniziative commerciali e industriali e dal 1985 è una delle sedi della Università di Castiglia-La Mancia.
La città è una di quelle che sono cresciute di più nell'ultimo secolo in Spagna, anche se la zona di espansione è rivolta prevalentemente a sud perché a nord è bloccata dalle linee ferroviarie. Nel 2001 il territorio comunale venne suddiviso e parte di esso divenne il nuovo comune di Pozo Cañada.

## Società

### Evoluzione demografica
Secondo dati dell'Istituto Nazionale di Statistica aggiornati al 1º gennaio 2011, Albacete è la città più popolata della comunità autonoma di Castilla-La Mancia, con 171 390 abitanti.
| Andamento demografico tra il 1981 e il 2011 | Andamento demografico tra il 1981 e il 2011 | Andamento demografico tra il 1981 e il 2011 | Andamento demografico tra il 1981 e il 2011 |
| ------------------------------------------- | ------------------------------------------- | ------------------------------------------- | ------------------------------------------- |
| 1981                                        | 1991                                        | 2001                                        | 2011                                        |
| 117 126                                     | 135 889                                     | 148 934                                     | 171 390                                     |

## Cultura
Nel 2006, la città ha celebrato il congresso 50 anni di Intelligenza Artificiale - Campus Multidisciplinare in Percezione e Intelligenza 2006 o CMPI, un congresso di referenza multidisciplinare, nel quale cento esperti a livello mondiale si riunirono ad Albacete, per celebrare l'occasione del cinquantesimo anniversario dell'Intelligenza artificiale, con la Conferenza di Dartmouth.

### Tradizioni e folclore
Il ballo folcloristico della zona è chiamato las manchegas.
Annualmente, l'ultimo sabato di novembre (dall'anno 2010 il primo sabato di novembre), si celebra ad Alcázar de San Juan il "Concorso nazionale di gachas manchegas", con degustazione gratuita di questo piatto.
A Cuenca, durante le feste di San Matteo, si celebra un concorso di gachas molto popolare.
Sempre con cadenza annuale, si celebra ad Herencia il "Concorso di gachas manchegas" tra i tanti eventi che caratterizzano il suo famoso carnevale dichiarato di Interesse Turístico Regionale.

### Feste
I patroni della città sono la Vergine de Los Llanos (delle Pianure) e san Giovanni.
Dal 7 al 17 settembre si tiene la Feria de Albacete, una delle più importanti del paese, in onore della Vergine delle Pianure. Viene accompagnata da una delle fiere taurine più importanti del calendario nazionale. In tale occasione si consumano i tradizionali miguelitos.
La notte di san Giovanni (24 giugno) si celebrano feste in suo onore, che comprendono un falò.

### Media
Ci sono tre televisioni locali (Localia, Visión 6 e Albacete TV) e uno della comunità autonoma (Castilla-La Mancha Televisión), più diversi canali radio.
La carta stampata comprende diversi quotidiani locali e uno di carattere regionale, oltre ad alcune pubblicazioni settimanali e mensili.

### Lingua locale
La varietà della lingua spagnola tipica di Albacete consiste per lo più nel tagliare i superlativi assoluti (es. muchissimo → muci'mmo) e nel porre la desinenza -ico a i sostantivi (es. bonito → bonico). È frequente anche tagliare il participio passato (es. terminado → termina'o). A parte questo l'albaceteño è uno dei dialetti più simili al castigliano normativo in Spagna.

## Economia
Città prevalentemente commerciale e di servizi, ha anche un'importante attività agricola, sebbene sia conosciuta soprattutto per i suoi coltelli. È la città più poderosa economicamente e industrialmente della regione. Comprende tre gruppi industriali (Campollano, Camporrosso y Romica), un centro congressi e un parco scientifico-tecnologico.

### Turismo
Albacete non ha un patrimonio architettonico significativo, e molti dei monumenti più antichi sono stati distrutti dalle molte nuove costruzioni realizzate durante il franchismo. In compenso possiede numerosi parchi e giardini. È anche una delle 10 città superiori ai 100 000 abitanti meno contaminate di Europa, fatto che la rende molto popolare per le persone con problemi respiratori.
I siti più interessanti sono:
- il Paseo de la Libertad («la passeggiata della libertà») la Plaza del Altozano («Piazza della Collina») - con il Museo Municipale, antico municipio, e il Grand Hotel - la Calle Ancha («strada larga»), nome popolare delle strade Marqués de Molins e Tesifonte Gallego, il passaggio di Lodares e la piazza Gabriel Lodares.
- il Parco di Abelardo Sánchez, che comprende il Museo di Albacete (museo archeologico e di belle arti, ha tra le opere più conosciute le bambole di avorio di Ontur e una collezione di quadri di Benjamín Palencia).
- il Museo del Niño e Centro di documentazione storica della Scuola (futuro Museo Pedagogico e del Niño di Castiglia-La Mancia), conserva ed espone materiali collegati alla storia dell'educazione e dell'infanzia nella comunità autonoma.
- la Fábrica de Harinas (Fabbrica di Farine), delegazione della Giunta delle comunità di Castiglia-La Mancia, e il Parco Lineare (con la Fonte delle Rane).
- il Teatro Circo.
- la Posada del Rosario (ufficio di informazioni turistiche).
- la Cattedrale di San Giovanni Battista, del XVI secolo.
- il nuovo municipio.
- il museo di coltelleria (Casa de Hortelano), uno dei tre esistenti in Europa.
- la Casa Perona, sede della difensora del popolo de Castilla-La Mancha.
- la Plaza de Toros.
- il Recinto Ferial («terreno delle fiere»), che ogni anno ospita la fiera di settembre.

## Sport
Albacete ospita un circuito motociclistico e automobilistico che ospita varie gare internazionali.
La squadra di calcio cittadina è l'Albacete Balompié, noto semplicemente come "Albacete". La squadra di pallavolo femminile, il Club Voleibol Albacete, ha vinto il campionato nazionale nel 1996.

## Amministrazione
Albacete, oltre al governo locale, comprende anche un Foro Partecipativo a cui concorrono associazioni di quartiere.
Attualmente i governi locale, provinciale, della comunità autonoma e nazionale sono a carico del PSOE (dati 2005). Il sindaco è Manuel Pérez Castell (dati 2005).

### Gemellaggi
- Bir Ganduz[2]
- Houndé[2]
- La Lisa[2]
- Reconquista[2]
- San Carlos[2]
- Vienne[3]
- Udine, dal 2002[4]
- Colón
- La Lisa
- Nanchang
- Posadas
- San Miguelito

## Galleria d'immagini

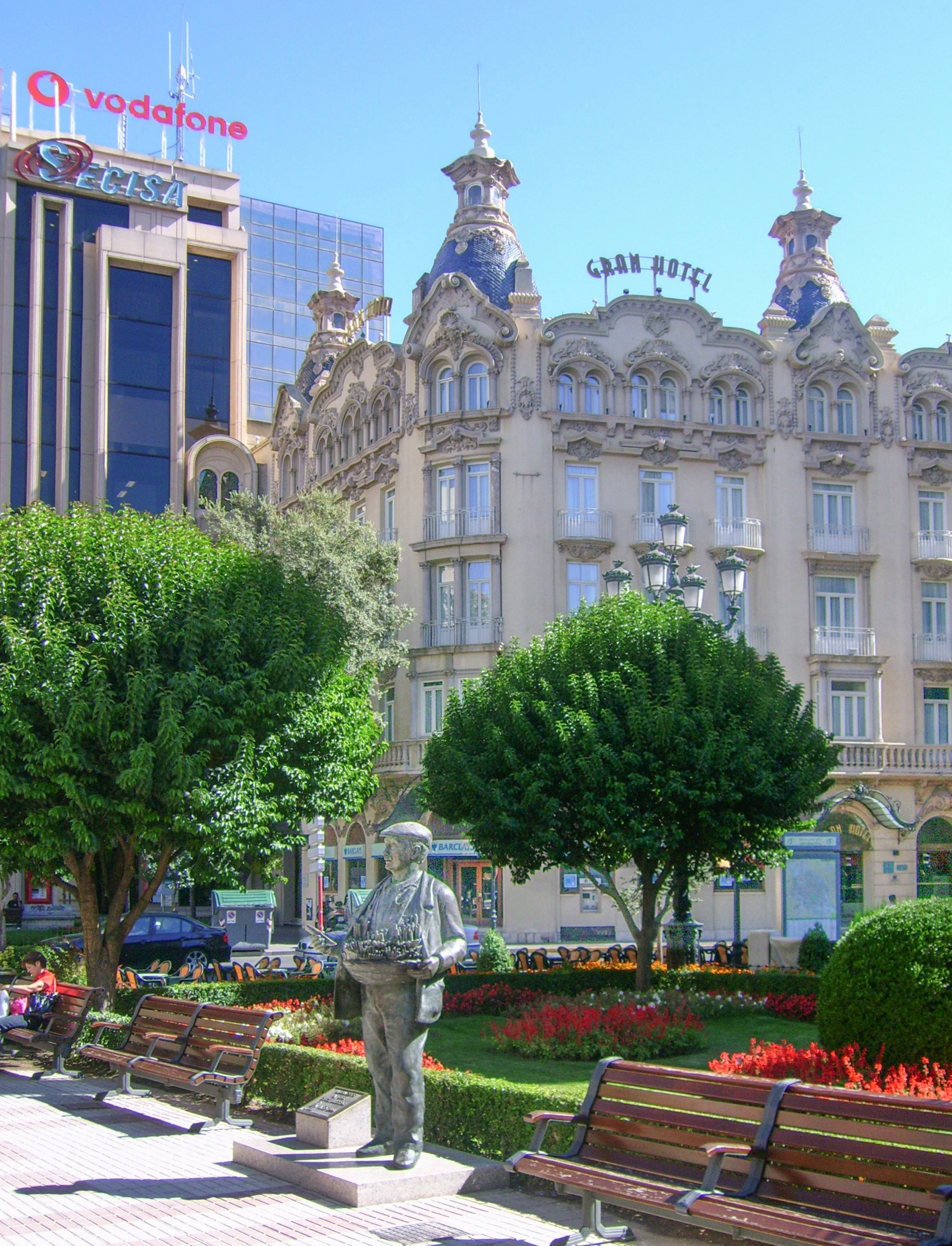
Statua di un venditore di coltellini di Albacete in Plaza del Altozano
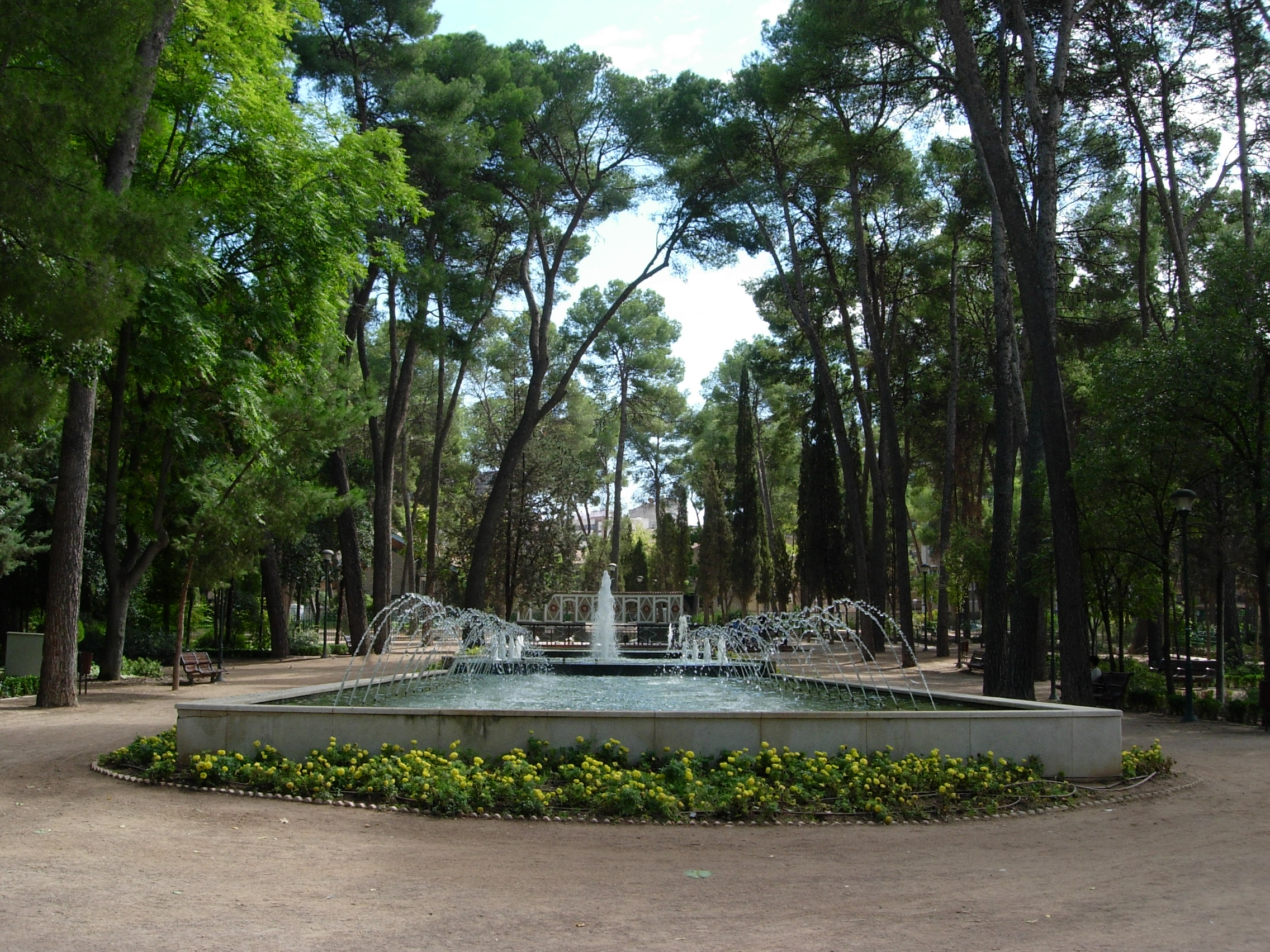
Parco cittadino
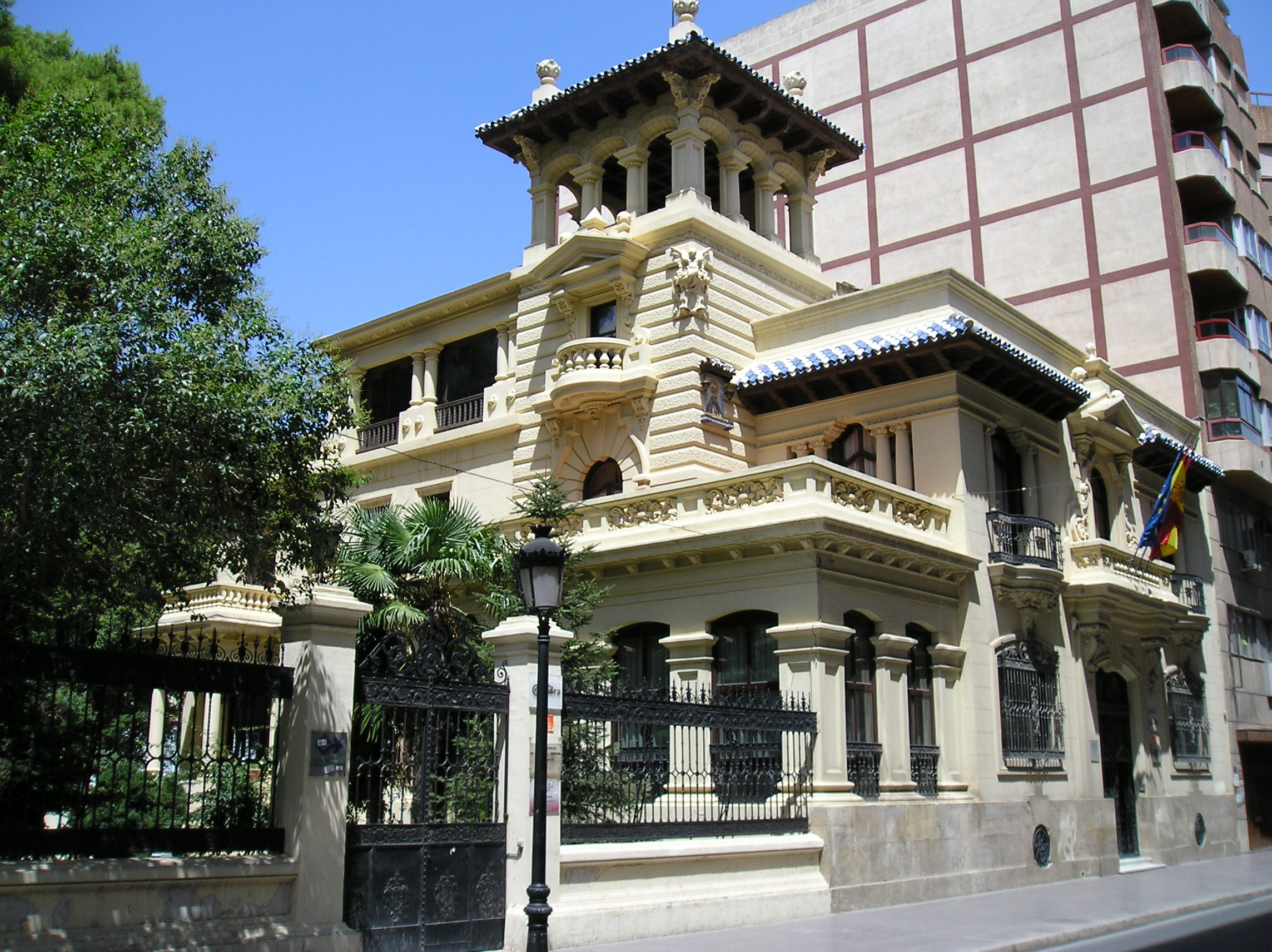
Camera di commercio
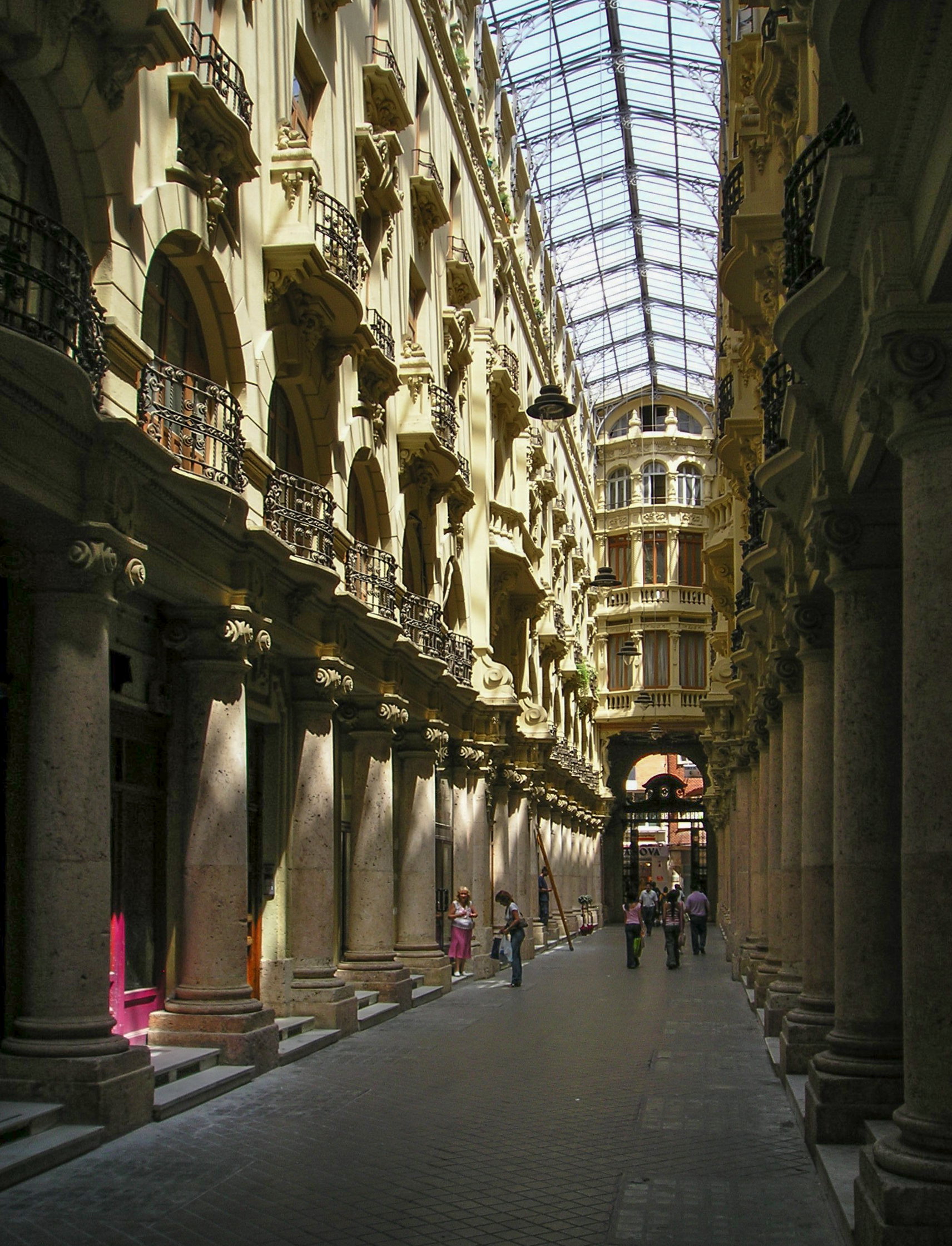
Pasaje Lodares